# 黃鵬 (明朝)
黃鵬（1499年—1558年），字搏之，号南溟，廣東潮州府潮阳县县廓都（今棉城）人，民籍。明朝政治人物。

## 生平
十月十四日生，行二，治《書經》，嘉靖元年（1522年）由國子生（1522年）中式廣東鄉試第五十六名举人，年三十四歲中式嘉靖十一年（1532年）壬辰科會試第二百四名，廷試三甲第四十六名进士，觀都察院政，出任福建闽县知县，升南京兵部主事、員外、郎中；调广西南寧府知府，未到任卒。

## 家族
曾祖黃綐；祖黃權；父黃文仕；母林氏。具慶下，妻謝氏，兄鳳，弟鶴。子在中；在謙。